# باولا هايز
باولا هايز (بالإنجليزية: Paula Hayes)‏ هي فنانة أمريكية، ولدت في 1958.